# Joseph Karl Stieler
Joseph Karl Stieler, né le 1er novembre 1781 à Mayence et mort le 9 avril 1858 à Munich, est un peintre allemand.

## Biographie
Né à Mayence dans une famille de graveurs, Stieler a reçu de son père August Friedrich Stieler (1736-1789) une formation artistique. Il a débuté comme peintre de miniatures. Son style dans le portrait s'est surtout formé lors de son séjour dans l'atelier parisien de François Gérard, un élève de Jacques-Louis David.
En 1808, il s'établit comme portraitiste (art de peindre des portraits) à Francfort-sur-le-Main.
Il voyage en Italie en 1810. En 1816, il se rend à Vienne pour peindre un portrait de l'empereur François Ier d'Autriche.
De février à avril 1820, il travaille à son portrait de Beethoven, qui est aujourd'hui une des représentations les plus connues du compositeur.
Il eut pour élève Franz Xaver Winterhalter, il était le parrain de la compositrice Josephine Caroline Lang à qui il a fait connaître de grands musiciens comme Felix Mendelssohn ou Ferdinand Hiller.
Joseph Stieler est l'auteur des portraits de la galerie des beautés du château de Nymphenburg, commandée par Louis Ier de Bavière.

## Galerie

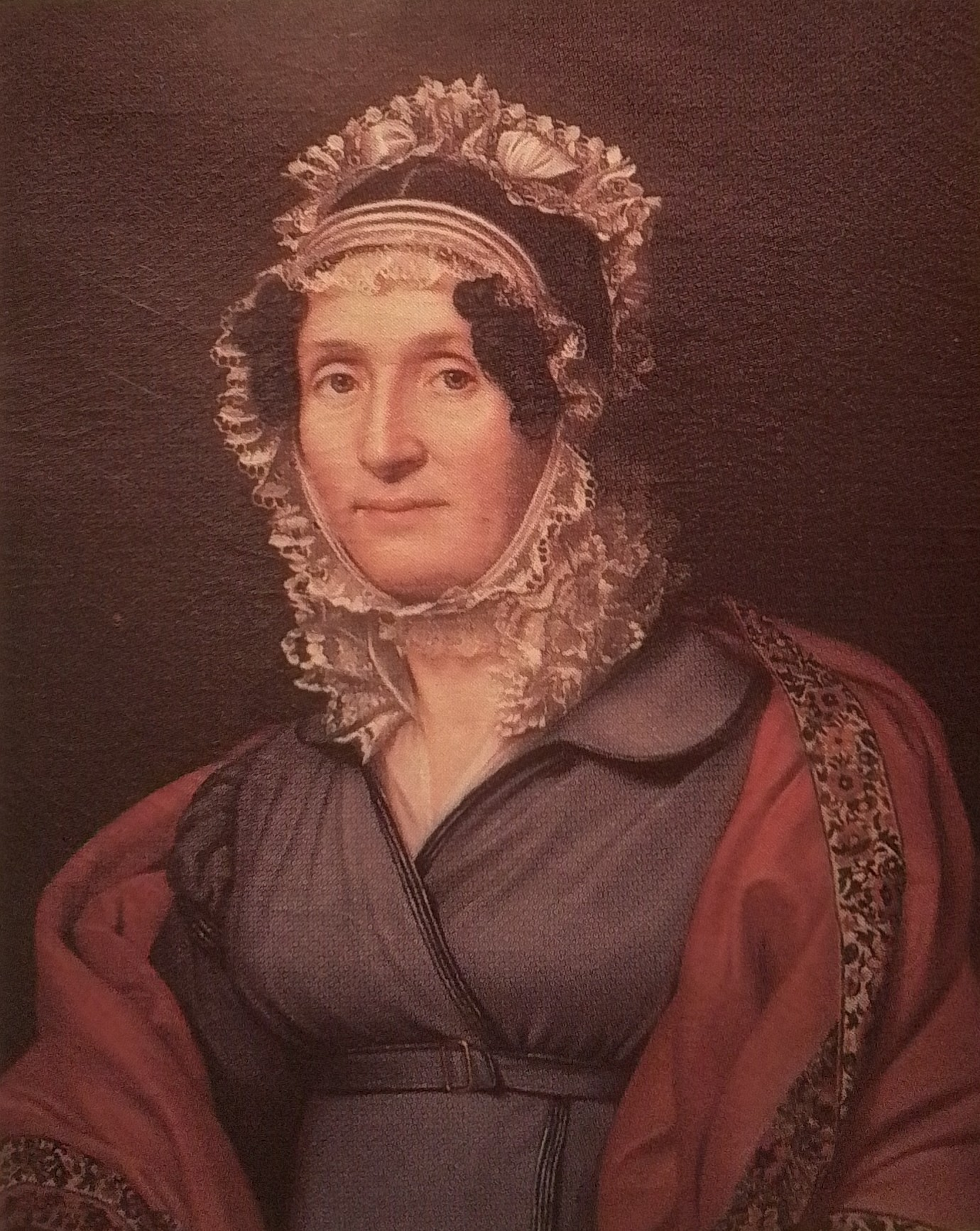
Portrait de Madame Mère.
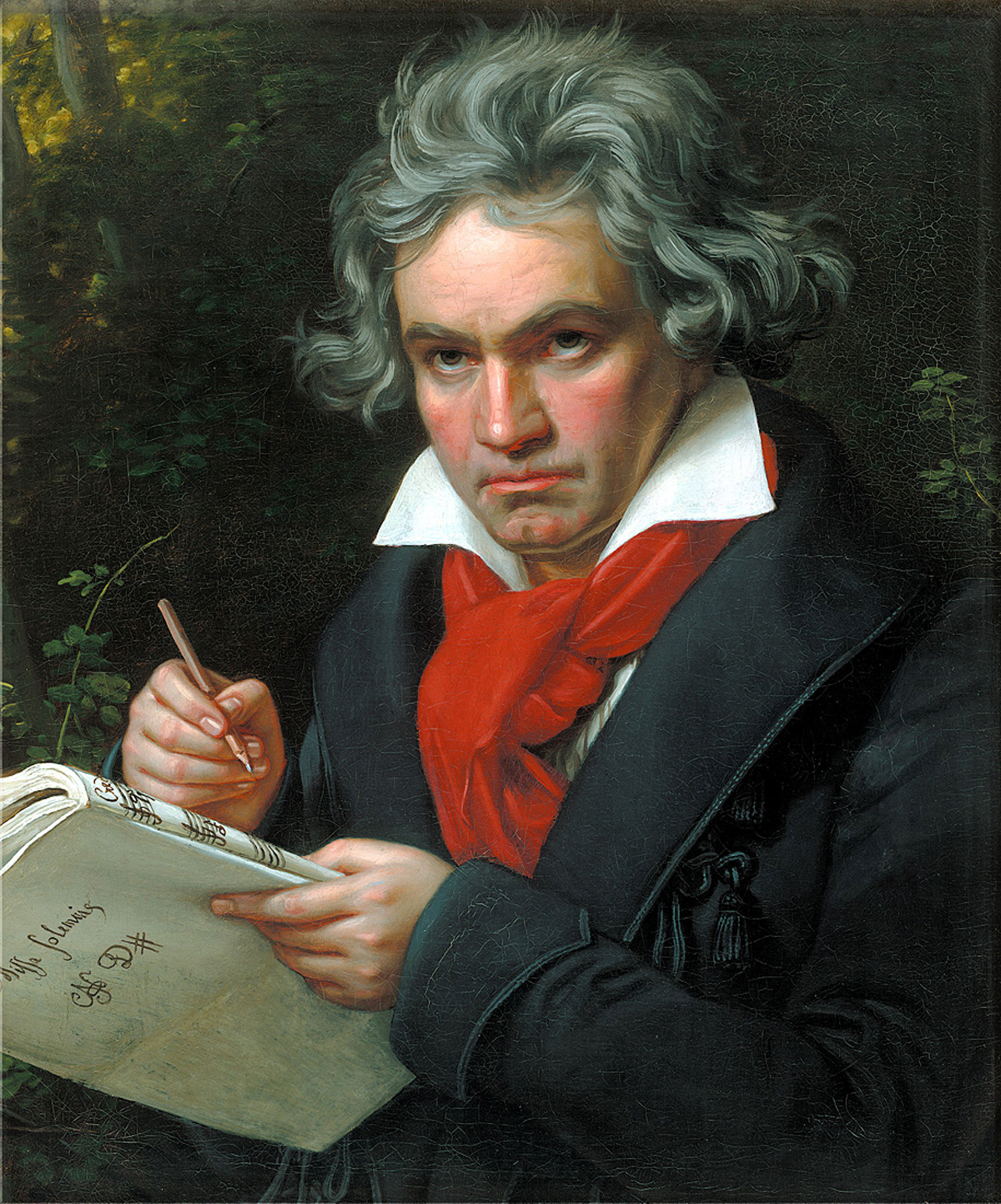
Portrait de Beethoven.
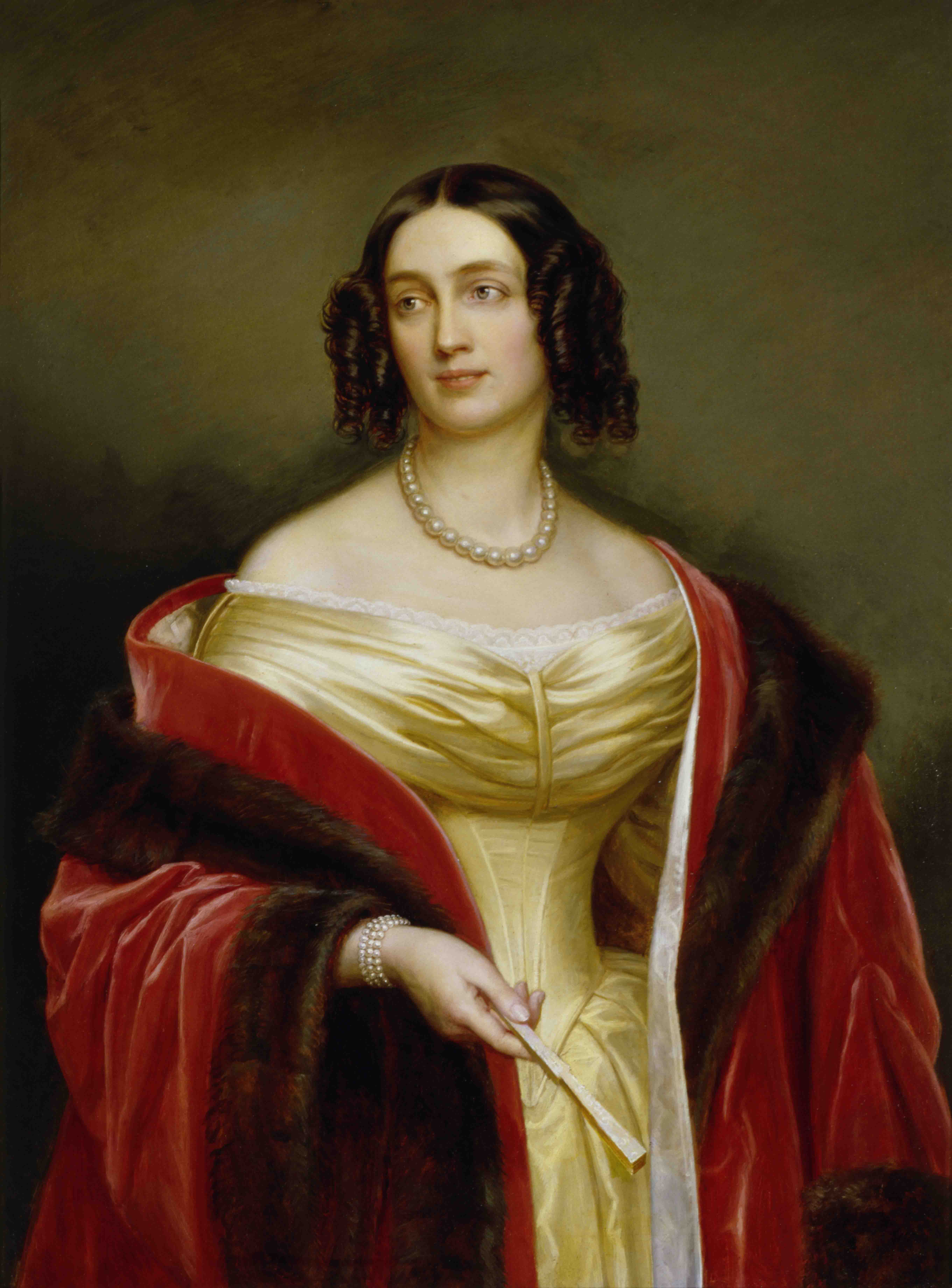
Élisabeth de Bavière, princesse royale de Prusse.
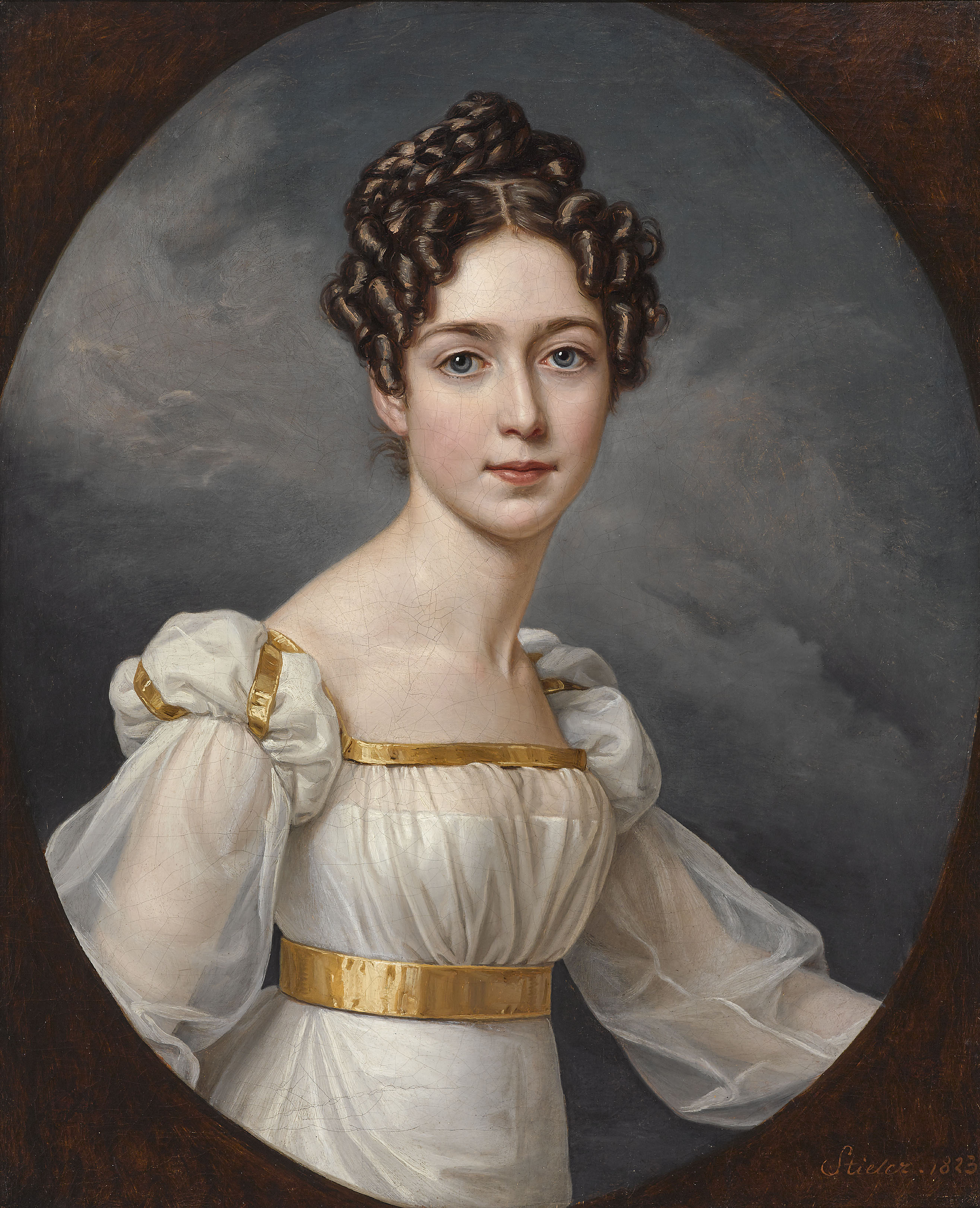
Joséphine de Leuchtenberg, reine de Suède (1823).
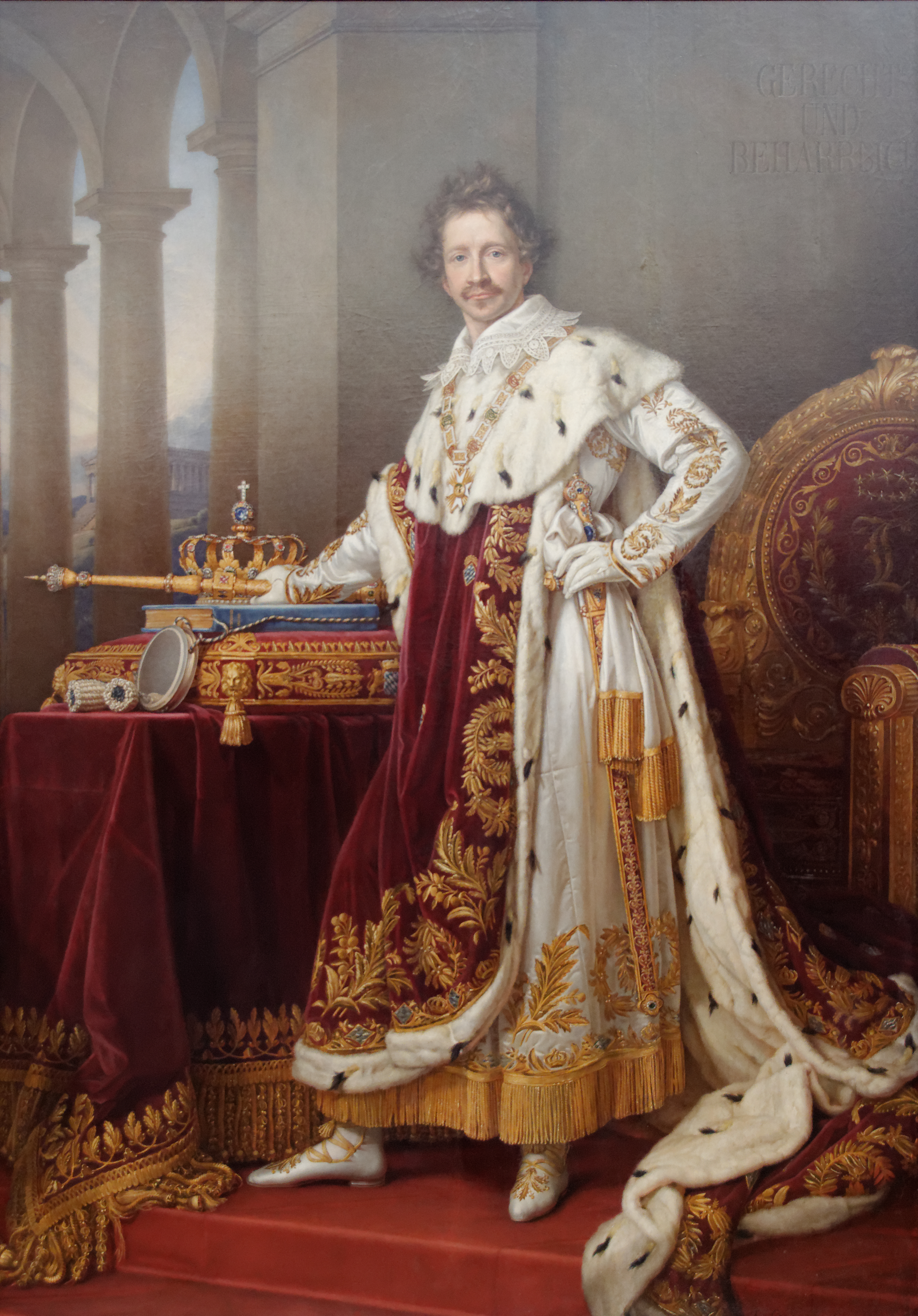
Portrait de Louis Ier de Bavière.